# A Certain Smile
A Certain Smile é um filme norte-americano de 1958, do gênero drama, dirigido por Jean Negulesco e estrelado por Rossano Brazzi e Joan Fontaine.